# Castillejo-Sierra
Castillejo-Sierra és un municipi de la província de Conca, a la comunitat autònoma de Castella-La Manxa.

## Demografia
| 1991 | 1996 | 2001 | 2004 |
| ---- | ---- | ---- | ---- |
| 61   | 56   | 51   | 46   |